# Super G hommes des championnats du monde de ski alpin 2025
Navigation
Méribel-Courchevel 2023 Crans-Montana 2027
Sacré champion du monde de la descente et du slalom géant à Courchevel/Méribel en 2023, Marco Odermatt ajoute un titre dans une troisième discipline à Saalbach. Huitième partant, en tête à tous les intermédiaires, Il ne laisse aucune chance à la concurrence,, entre les 46 portes du Super G piquetées sur la Schneekristal. Il réalise ce que la presse qualifie de « démonstration » et laisse son plus proche poursuivant Raphael Haaser, à une seconde. Adrian Smiseth Sejersted qui avait fixé le temps de référence avec son dossard n°1, est battu de 1 seconde et 15 centièmes pour accrocher le bronze. Le Norvégien gagne sa première médaille aux Mondiaux, l'Autrichien sa deuxième après le bronze du combiné alpin en 2023.

## Médaillés
| Or             | Argent         | Bronze                   |
| Marco Odermatt | Raphael Haaser | Adrian Smiseth Sejersted |

## Résultats
Le départ a été donné à 11 h 30 CET sous un ceil ensoleillé; sur une neige dure et par une température de 1° au départ et à l'arrivée.
| Rang               | Dossard           | Nom                      | Pays            | Temps         | Diff.         |
| ------------------ | ----------------- | ------------------------ | --------------- | ------------- | ------------- |
| Médaille d'or      | 8                 | Marco Odermatt           | Suisse          | 1 min 24 s 57 | —             |
| Médaille d'argent  | 10                | Raphael Haaser           | Autriche        | 1 min 25 s 57 | + 1 s 00      |
| Médaille de bronze | 1                 | Adrian Smiseth Sejersted | Norvège         | 1 min 25 s 72 | + 1 s 15      |
| 4                  | 9                 | Vincent Kriechmayr       | Autriche        | 1 min 25 s 77 | + 1 s 20      |
| 5                  | 14                | Fredrik Møller           | Norvège         | 1 min 25 s 79 | + 1 s 22      |
| 6                  | 5                 | Stefan Babinsky          | Autriche        | 1 min 25 s 87 | + 1 s 30      |
| 7                  | 11                | Dominik Paris            | Italie          | 1 min 25 s 88 | + 1 s 31      |
| 7                  | 18                | Ryan Cochran-Siegle      | États-Unis      | 1 min 25 s 88 | + 1 s 31      |
| 9                  | 12                | Stefan Rogentin          | Suisse          | 1 min 26 s 25 | + 1 s 68      |
| 10                 | 17                | Jeffrey Read             | Canada          | 1 min 26 s 56 | + 1 s 99      |
| 11                 | 16                | Lukas Feurstein          | Autriche        | 1 min 26 s 59 | + 2 s 02      |
| 12                 | 15                | Franjo von Allmen        | Suisse          | 1 min 26 s 62 | + 2 s 05      |
| 13                 | 3                 | Florian Loriot           | France          | 1 min 26 s 74 | + 2 s 17      |
| 14                 | 39                | Nejc Naraločnik          | Slovénie        | 1 min 26 s 76 | + 2 s 19      |
| 15                 | 22                | Bryce Bennett            | États-Unis      | 1 min 26 s 83 | + 2 s 26      |
| 16                 | 27                | Jan Zabystřan            | Tchéquie        | 1 min 26 s 85 | + 2 s 28      |
| 17                 | 6                 | Nils Allègre             | France          | 1 min 26 s 89 | + 2 s 32      |
| 18                 | 24                | Simon Jocher             | Allemagne       | 1 min 27 s 02 | + 2 s 45      |
| 19                 | 30                | River Radamus            | États-Unis      | 1 min 27 s 09 | + 2 s 52      |
| 20                 | 33                | Riley Seger              | Canada          | 1 min 27 s 22 | + 2 s 65      |
| 20                 | 23                | Felix Monsén             | Suède           | 1 min 27 s 22 | + 2 s 65      |
| 22                 | 29                | Romed Baumann            | Allemagne       | 1 min 27 s 24 | + 2 s 67      |
| 23                 | 13                | Mattia Casse             | Italie          | 1 min 27 s 39 | + 2 s 82      |
| 24                 | 28                | Christof Innerhofer      | Italie          | 1 min 27 s 54 | + 2 s 97      |
| 25                 | 2                 | Jared Goldberg           | États-Unis      | 1 min 27 s 68 | + 3 s 11      |
| 26                 | 32                | Elian Lehto              | Finlande        | 1 min 27 s 91 | + 3 s 34      |
| 27                 | 20                | James Crawford           | Canada          | 1 min 27 s 98 | + 3 s 41      |
| 28                 | 21                | Brodie Seger             | Canada          | 1 min 28 s 35 | + 3 s 78      |
| 29                 | 41                | Roy-Alexander Steudle    | Grande-Bretagne | 1 min 28 s 41 | + 3 s 84      |
| 30                 | 35                | Henrik von Appen         | Chili           | 1 min 28 s 73 | + 4 s 16      |
| 31                 | 37                | Rok Ažnoh                | Slovénie        | 1 min 28 s 78 | + 4 s 21      |
| 32                 | 42                | Rasmus Windingstad       | Norvège         | 1 min 28 s 86 | + 4 s 29      |
| 33                 | 43                | Marco Pfiffner           | Liechtenstein   | 1 min 29 s 50 | + 4 s 93      |
| 34                 | 36                | Tiziano Gravier          | Argentine       | 1 min 29 s 58 | + 5 s 01      |
| 35                 | 50                | Juhan Luik               | Estonie         | 1 min 29 s 98 | + 5 s 41      |
| 36                 | 40                | Jaakko Tapanainen        | Finlande        | 1 min 30 s 26 | + 5 s 69      |
| 37                 | 49                | Owen Vinter              | Grande-Bretagne | 1 min 30 s 92 | + 6 s 35      |
| 38                 | 47                | Jan Koula                | Tchéquie        | 1 min 31 s 70 | + 7 s 13      |
| 39                 | 56                | Roman Tsybelenko         | Ukraine         | 1 min 35 s 06 | + 10 s 49     |
|                    | 4                 | Alexis Monney            | Suisse          | DNF           | DNF           |
| 19                 | Giovanni Franzoni | Italie                   |                 | DNF           | DNF           |
| 25                 | Miha Hrobat       | Slovénie                 |                 | DNF           | DNF           |
| 26                 | Matthieu Bailet   | France                   |                 | DNF           | DNF           |
| 31                 | Nils Alphand      | France                   |                 | DNF           | DNF           |
| 34                 | Martin Čater      | Slovénie                 |                 | DNF           | DNF           |
| 38                 | Luis Vogt         | Allemagne                |                 | DNF           | DNF           |
| 44                 | Ander Mintegui    | Espagne                  |                 | DNF           | DNF           |
| 48                 | Barnabás Szőllős  | Israël                   |                 | DNF           | DNF           |
| 51                 | Ivan Kovbasnyuk   | Ukraine                  |                 | DNF           | DNF           |
| 52                 | Patrik Forejtek   | Tchéquie                 |                 | DNF           | DNF           |
| 53                 | David Kubeš       | Tchéquie                 |                 | DNF           | DNF           |
| 54                 | Denni Xhepa       | Albanie                  |                 | DNF           | DNF           |
| 55                 | Nicolás Quintero  | Argentine                |                 | DNF           | DNF           |
| 57                 | Lauris Opmanis    | Lettonie                 |                 | DNF           | DNF           |
| 58                 | Elvis Opmanis     | Lettonie                 |                 | DNF           | DNF           |
| 59                 | Manuel Horwitz    | Chili                    |                 | DNF           | DNF           |
| 60                 | Teo Žampa         | Slovaquie                |                 | DNF           | DNF           |
| 61                 | Maksym Mariichyn  | Ukraine                  |                 | DNF           | DNF           |
| 62                 | Taras Filiak      | Ukraine                  |                 | DNF           | DNF           |
|                    | 7                 | Cameron Alexander        | Canada          | Did not start | Did not start |
| 45                 | Matej Prieložný   | Slovaquie                |                 | Did not start | Did not start |
| 46                 | Adur Etxezarreta  | Espagne                  |                 | Did not start | Did not start |